# Dewi Driegen
Dewi Driegen (Amsterdam, 19 settembre 1982) è una modella olandese.

## Carriera
Dewi Driegen viene scoperta all'età di tredici anni dalla Elite Model Management nella sua città natale Amsterdam, ma decide di terminare gli studi prima di lanciarsi nel mondo della moda. Infatti dopo aver compiuto diciotto anni, la Driegen inizia a sfilare a Parigi e Milano per marchi come Valentino e Versace.
La prima campagna pubblicitaria che vede la modella protagonista risale all'autunno 2002, e la vede lavorare per Balenciaga, ed in seguito per Armani Exchange, Gucci, New York & Company, Versus, Barneys e molti altri. È inoltre comparsa sulle copertine di Vogue Russia nel dicembre 2002, Vogue UK ed i-D nel marzo 2003, fra le altre. Dewi Driegen ha anche lavorato per le sfilate di Victoria's Secret nel 2002 e nel 2003.
Fra le altre esperienze della modella si possono citare Alberta Ferretti, Alexander McQueen, Chanel, Christian LaCroix, D&G, Emanuel Ungaro Givenchy ed il calendario Pirelli 2004.

## Agenzie
- Paparazzi Model Management - Paesi Bassi
- NEXT Model Management - New York
- Elite Model Management - Parigi